# 內大臣府
内大臣府是日本曾經設立以輔佐天皇、負責宮廷之文書等事務之政府機關。創立於1885年，1945年廢止。其最高長官為內大臣，并不等同于日本古代律令制度下的同名太政官职位。

## 历史
明治政府在1885年將太政官制改爲内閣制度。作爲内閣成員之一，内閣總理大臣職務從國務大臣原負責之職務分離，内大臣一職則負責内閣權限之外宮廷事務而再度設立。
明治政府下所設立之内大臣平常在宮中輔佐天皇，負責玉璽保管和詔令與其他宮廷文書之事務。内大臣負責執行天皇之決定，而非直接對國民負責；其職務與權力的範圍不甚明朗，缺乏準確之定義，通常是天皇非常信賴、並通常有特殊關係之人。
当初太政官制廢止之時，前太政大臣三条實美出任内大臣。内大臣空缺之緊急情況由樞密院議長臨時代理内大臣之職務，這始自二二六事件之後樞密院議長一木喜德郎緊急代理内大臣（雖然當日即辭去職務）之先例。另外，還有身為皇族之貞愛親王出任内大臣（1912年 - 1915年）之先例。當初之内大臣在昭和時代由元老取代，在政府中有非常大的權力。
太平洋戰爭結束後，駐日盟軍總司令（SCAP）于1945年11月24日命令廢除内大臣府。

## 組織構成
1907年以降，内大臣府由11人名職員構成。至廢止前由以下的人員構成。
内大臣
總理内大臣府之事務，傳達天皇之指令。一人，親任官。
秘書官長
負責宮廷文書事務。一人，勅任官。
秘書官
負責文書管理和其他事務。三人，奏任官。
属
負責一般事務。六人，判任官。

## 歷任之内大臣（近代）
※括號内為任期
1. 三条實美（1885年12月22日－1891年2月18日）：公爵、原太政大臣
2. 德大寺實則（1891年2月21日－1912年8月12日）：公爵、侍從長
3. 桂太郎（1912年8月21日－1912年12月21日）：公爵・陸軍大將、原首相
4. 伏見宮貞愛親王（1912年12月21日－1915年1月13日）：元帥・陸軍大將、皇族
5. 大山巖（1915年4月23日－1916年12月10日）：公爵・元帥・陸軍大將、元老
6. 松方正義（1917年5月2日－1922年9月18日）：公爵、元老・原首相
7. 平田東助（1922年9月18日－1925年3月30日）：伯爵
8. 浜尾新（1925年3月30日、樞密院議長臨時代理）：子爵
9. 牧野伸顯（1925年3月30日－1935年2月26日）：伯爵
10. 齋藤實（1935年12月26日－1936年2月26日）：子爵・海軍大將、原首相
11. 一木喜德郎（1936年3月6日、樞密院議長臨時代理）：男爵
12. 湯淺倉平（1936年3月6日－1940年6月1日）：原會計檢查院長
13. 木戶幸一（1940年6月1日－1945年11月24日）：侯爵